# Coppa del Mondo di sci alpino 1986
La Coppa del Mondo di sci alpino 1986 fu la ventesima edizione della manifestazione organizzata dalla Federazione Internazionale Sci; nel corso della stagione non si tennero né rassegne olimpiche né iridate. Per la prima volta venne assegnata la Coppa del Mondo di supergigante.
La stagione maschile ebbe inizio il 16 agosto 1985 a Las Leñas, in Argentina, e si concluse il 21 marzo 1986 a Bromont, in Canada; furono disputate 46 gare (13 discese libere, 5 supergiganti, 7 slalom giganti, 13 slalom speciali, 7 combinate, 1 slalom parallelo), in 26 diverse località. Il lussemburghese Marc Girardelli si aggiudicò la Coppa del Mondo generale; l'austriaco Peter Wirnsberger vinse la Coppa di discesa libera, il tedesco occidentale Markus Wasmeier quella di supergigante, lo svizzero Joël Gaspoz quella di slalom gigante e lo jugoslavo Rok Petrovič quella di slalom speciale. Girardelli era il detentore uscente della Coppa generale.
La stagione femminile ebbe inizio il 7 dicembre 1985 a Sestriere, in Italia, e si concluse il 22 marzo 1986 a Bromont, in Canada; furono disputate 37 gare (10 discese libere, 5 supergiganti, 8 slalom giganti, 9 slalom speciali, 5 combinate), in 19 diverse località. La svizzera Maria Walliser si aggiudicò sia la Coppa del Mondo generale, sia quella di discesa libera; la tedesca occidentale Marina Kiehl vinse la Coppa di supergigante, la svizzera Vreni Schneider quella di slalom gigante e l'austriaca Roswitha Steiner, quella di slalom speciale. La svizzera Michela Figini era la detentrice uscente della Coppa generale.

## Uomini

### Risultati
| Data             | Località                       | Nazione         | Pista                 | Spec. | Primo             | Secondo           | Terzo                              |
| ---------------- | ------------------------------ | --------------- | --------------------- | ----- | ----------------- | ----------------- | ---------------------------------- |
| 16 agosto 1985   | Las Leñas                      | Argentina       |                       | DH    | Karl Alpiger      | Doug Lewis        | Helmut Höflehner                   |
| 18 agosto 1985   | Las Leñas                      | Argentina       |                       | DH    | Karl Alpiger      | Peter Müller      | Markus Wasmeier                    |
| 1º dicembre 1985 | Sestriere                      | Italia          |                       | SL    | Rok Petrovič      | Bojan Križaj      | Ivano Edalini                      |
| 7 dicembre 1985  | Val-d'Isère                    | Francia         |                       | DH    | Michael Mair      | Marc Girardelli   | Peter Wirnsberger                  |
| 14 dicembre 1985 | Val Gardena                    | Italia          | Saslong               | DH    | Peter Wirnsberger | Peter Müller      | Sepp Wildgruber                    |
| 15 dicembre 1985 | Alta Badia                     | Italia          | Gran Risa             | GS    | Ingemar Stenmark  | Hubert Strolz     | Roberto Erlacher                   |
| 15 dicembre 1985 | Val Gardena Alta Badia         | Italia          | Saslong Gran Risa     | KB    | Marc Girardelli   | Niklas Henning    | Pirmin Zurbriggen                  |
| 16 dicembre 1985 | Madonna di Campiglio           | Italia          | 3-Tre                 | SL    | Jonas Nilsson     | Bojan Križaj      | Paul Frommelt                      |
| 20 dicembre 1985 | Kranjska Gora                  | Jugoslavia      | Podkoren              | GS    | Joël Gaspoz       | Roberto Erlacher  | Hubert Strolz                      |
| 21 dicembre 1985 | Kranjska Gora                  | Jugoslavia      | Podkoren              | SL    | Rok Petrovič      | Jonas Nilsson     | Thomas Stangassinger               |
| 30 dicembre 1985 | Vienna                         | Austria         |                       | PR    | Ivano Edalini     | Markus Wasmeier   | Anton Steiner                      |
| 31 dicembre 1985 | Schladming                     | Austria         |                       | DH    | Peter Wirnsberger | Peter Müller      | Erwin Resch                        |
| 3 gennaio 1986   | Kranjska Gora                  | Jugoslavia      | Podkoren              | GS    | Joël Gaspoz       | Hubert Strolz     | Markus Wasmeier                    |
| 14 gennaio 1986  | Berchtesgaden                  | Germania Ovest  | Loipl                 | SL    | Johan Wallner     | Bojan Križaj      | Daniel Mougel                      |
| 17 gennaio 1986  | Kitzbühel                      | Austria         | Streif                | DH    | Peter Wirnsberger | Erwin Resch       | Pirmin Zurbriggen                  |
| 18 gennaio 1986  | Kitzbühel                      | Austria         | Streif                | DH    | Peter Wirnsberger | Erwin Resch       | Michael Mair                       |
| 19 gennaio 1986  | Kitzbühel                      | Austria         | Ganslern              | SL    | Paul Frommelt     | Ingemar Stenmark  | Dietmar Köhlbichler Andreas Wenzel |
| 19 gennaio 1986  | Kitzbühel                      | Austria         | Streif Ganslern       | KB    | Pirmin Zurbriggen | Andreas Wenzel    | Markus Wasmeier                    |
| 21 gennaio 1986  | Parpan                         | Svizzera        |                       | SL    | Didier Bouvet     | Ingemar Stenmark  | Thomas Bürgler                     |
| 25 gennaio 1986  | Sankt Anton am Arlberg         | Austria         |                       | SL    | Ingemar Stenmark  | Rok Petrovič      | Jonas Nilsson                      |
| 28 gennaio 1986  | Adelboden                      | Svizzera        | Chuenisbärgli         | GS    | Richard Pramotton | Marco Tonazzi     | Hubert Strolz                      |
| 2 febbraio 1986  | Wengen                         | Svizzera        | Männlichen/Jungfrau   | SL    | Rok Petrovič      | Didier Bouvet     | Bojan Križaj                       |
| 3 febbraio 1986  | Crans-Montana                  | Svizzera        |                       | SG    | Peter Müller      | Pirmin Zurbriggen | Markus Wasmeier                    |
| 3 febbraio 1986  | Adelboden Crans-Montana        | Svizzera        | Chuenisbärgli ?       | KB    | Peter Müller      | Michael Mair      | Karl Alpiger                       |
| 5 febbraio 1986  | Crans-Montana                  | Svizzera        |                       | SG    | Marc Girardelli   | Markus Wasmeier   | Peter Müller                       |
| 7 febbraio 1986  | Morzine                        | Francia         |                       | DH    | Anton Steiner     | Gustav Oehrli     | Peter Wirnsberger                  |
| 7 febbraio 1986  | Sankt Anton am Arlberg Morzine | Austria Francia |                       | KB    | Marc Girardelli   | Leonhard Stock    | Gustav Oehrli                      |
| 8 febbraio 1986  | Morzine                        | Francia         |                       | DH    | Peter Müller      | Leonhard Stock    | Atle Skårdal                       |
| 9 febbraio 1986  | Morzine                        | Francia         |                       | SG    | Markus Wasmeier   | Marc Girardelli   | Hubert Strolz                      |
| 9 febbraio 1986  | Morzine                        | Francia         |                       | KB    | Markus Wasmeier   | Leonhard Stock    | Peter Müller                       |
| 21 febbraio 1986 | Åre                            | Svezia          |                       | DH    | Peter Müller      | Michael Mair      | Marc Girardelli                    |
| 21 febbraio 1986 | Wengen Åre                     | Svizzera Svezia | Männlichen/Jungfrau ? | KB    | Günther Mader     | Andreas Wenzel    | Gustav Oehrli                      |
| 22 febbraio 1986 | Åre                            | Svezia          |                       | DH    | Franz Heinzer     | Marc Girardelli   | Armin Assinger                     |
| 23 febbraio 1986 | Åre                            | Svezia          |                       | SL    | Pirmin Zurbriggen | Paul Frommelt     | Jonas Nilsson                      |
| 23 febbraio 1986 | Åre                            | Svezia          |                       | KB    | Pirmin Zurbriggen | Markus Wasmeier   | Leonhard Stock                     |
| 25 febbraio 1986 | Lillehammer                    | Norvegia        |                       | SL    | Rok Petrovič      | Ingemar Stenmark  | Marc Girardelli                    |
| 27 febbraio 1986 | Hemsedal                       | Norvegia        |                       | GS    | Ingemar Stenmark  | Hans Stuffer      | Hubert Strolz                      |
| 28 febbraio 1986 | Hemsedal                       | Norvegia        |                       | SG    | Pirmin Zurbriggen | Markus Wasmeier   | Leonhard Stock                     |
| 2 marzo 1986     | Geilo                          | Norvegia        |                       | SL    | Günther Mader     | Paul Frommelt     | Rok Petrovič                       |
| 8 marzo 1986     | Aspen                          | Stati Uniti     |                       | DH    | Peter Müller      | Peter Wirnsberger | Leonhard Stock                     |
| 11 marzo 1986    | Heavenly Valley                | Stati Uniti     |                       | SL    | Rok Petrovič      | Pirmin Zurbriggen | Ingemar Stenmark                   |
| 15 marzo 1986    | Whistler                       | Canada          |                       | DH    | Anton Steiner     | Michael Mair      | Leonhard Stock                     |
| 16 marzo 1986    | Whistler                       | Canada          |                       | SG    | Markus Wasmeier   | Martin Hangl      | Peter Roth                         |
| 18 marzo 1986    | Lake Placid                    | Stati Uniti     |                       | GS    | Ingemar Stenmark  | Hubert Strolz     | Roberto Erlacher                   |
| 19 marzo 1986    | Lake Placid                    | Stati Uniti     |                       | GS    | Joël Gaspoz       | Roberto Erlacher  | Hubert Strolz                      |
| 21 marzo 1986    | Bromont                        | Canada          |                       | SL    | Bojan Križaj      | Paul Frommelt     | Pirmin Zurbriggen                  |

Legenda:

DH = discesa libera

SG = supergigante

GS = slalom gigante

SL = slalom speciale

KB = combinata

PR = slalom parallelo

### Classifiche

#### Generale

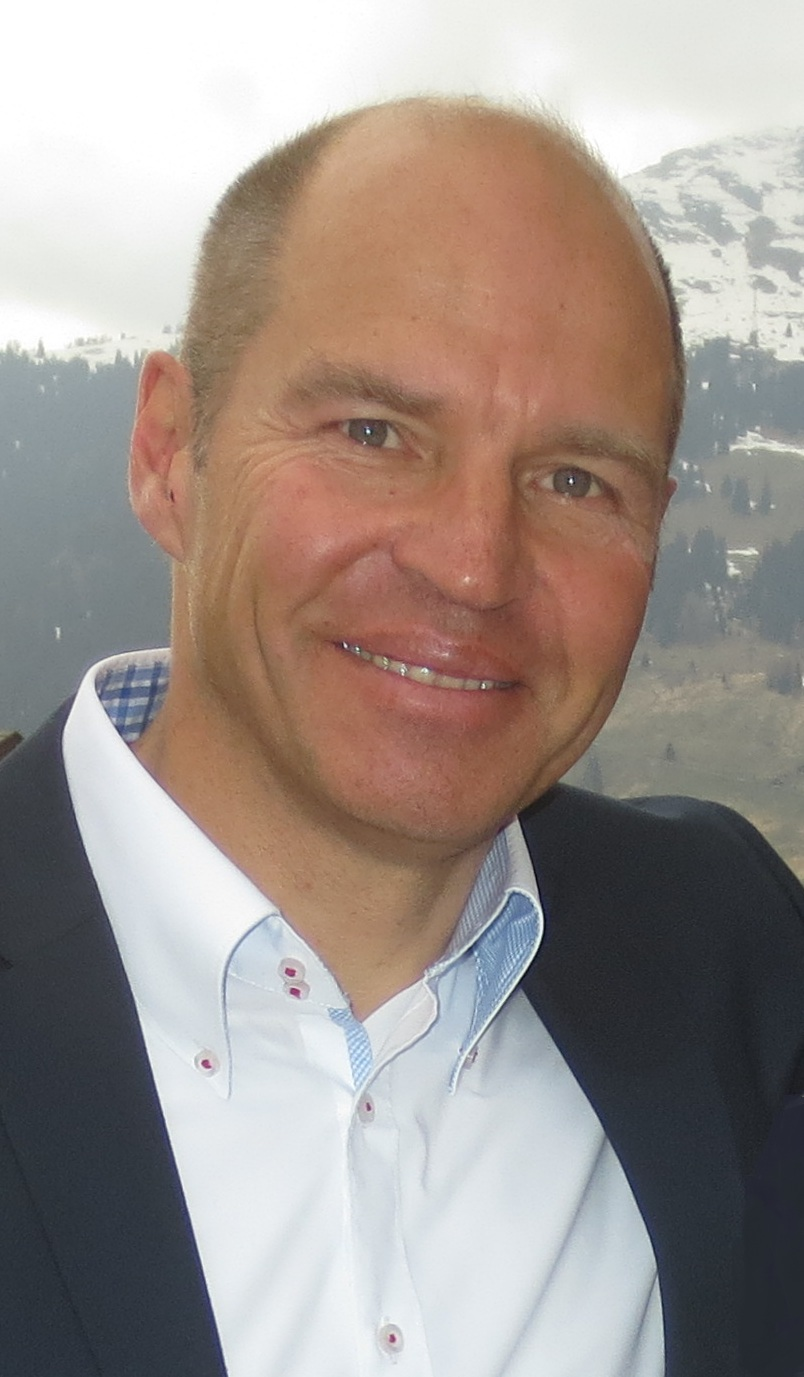
Marc Girardelli nel 2014

| Pos. | Nome              | Nazione        | Punti |
| ---- | ----------------- | -------------- | ----- |
| 1    | Marc Girardelli   | Lussemburgo    | 294   |
| 2    | Pirmin Zurbriggen | Svizzera       | 284   |
| 3    | Markus Wasmeier   | Germania Ovest | 214   |
| 4    | Peter Müller      | Svizzera       | 204   |
| 5    | Ingemar Stenmark  | Svezia         | 196   |
| 6    | Leonhard Stock    | Austria        | 174   |
| 7    | Rok Petrovič      | Jugoslavia     | 170   |
| 8    | Peter Wirnsberger | Austria        | 148   |
| 9    | Hubert Strolz     | Austria        | 147   |
| 10   | Günther Mader     | Austria        | 143   |

#### Discesa libera
| Pos. | Nome              | Nazione     | Punti |
| ---- | ----------------- | ----------- | ----- |
| 1    | Peter Wirnsberger | Austria     | 120   |
| 2    | Peter Müller      | Svizzera    | 115   |
| 3    | Michael Mair      | Italia      | 92    |
| 4    | Marc Girardelli   | Lussemburgo | 76    |
| 5    | Karl Alpiger      | Svizzera    | 75    |

#### Supergigante
| Pos. | Nome              | Nazione        | Punti |
| ---- | ----------------- | -------------- | ----- |
| 1    | Markus Wasmeier   | Germania Ovest | 105   |
| 2    | Pirmin Zurbriggen | Svizzera       | 67    |
| 3    | Marc Girardelli   | Lussemburgo    | 56    |
| 4    | Leonhard Stock    | Austria        | 52    |
| 5    | Peter Müller      | Svizzera       | 40    |

#### Slalom gigante
| Pos. | Nome             | Nazione     | Punti |
| ---- | ---------------- | ----------- | ----- |
| 1    | Joël Gaspoz      | Svizzera    | 97    |
| 2    | Ingemar Stenmark | Svezia      | 96    |
| 3    | Hubert Strolz    | Austria     | 90    |
| 4    | Roberto Erlacher | Italia      | 77    |
| 5    | Marc Girardelli  | Lussemburgo | 57    |

#### Slalom speciale
| Pos. | Nome             | Nazione       | Punti |
| ---- | ---------------- | ------------- | ----- |
| 1    | Rok Petrovič     | Jugoslavia    | 125   |
| 2    | Paul Frommelt    | Liechtenstein | 100   |
| 2    | Bojan Križaj     | Jugoslavia    | 100   |
| 2    | Ingemar Stenmark | Svezia        | 100   |
| 5    | Jonas Nilsson    | Svezia        | 87    |

#### Combinata
Nel 1986 fu anche stilata la classifica della combinata, sebbene non venisse assegnato alcun trofeo al vincitore.
| Pos. | Nome              | Nazione        | Punti |
| ---- | ----------------- | -------------- | ----- |
| 1    | Pirmin Zurbriggen | Svizzera       | 65    |
| 2    | Marc Girardelli   | Lussemburgo    | 60    |
| 2    | Markus Wasmeier   | Germania Ovest | 60    |
| 4    | Leonhard Stock    | Austria        | 55    |
| 5    | Andreas Wenzel    | Liechtenstein  | 50    |

## Donne

### Risultati
| Data             | Località                       | Nazione            | Pista | Spec. | Prima                | Seconda                | Terza               |
| ---------------- | ------------------------------ | ------------------ | ----- | ----- | -------------------- | ---------------------- | ------------------- |
| 7 dicembre 1985  | Sestriere                      | Italia             |       | SG    | Marina Kiehl         | Michaela Gerg          | Mateja Svet         |
| 8 dicembre 1985  | Sestriere                      | Italia             |       | SL    | Roswitha Steiner     | Erika Hess             | Brigitte Oertli     |
| 12 dicembre 1985 | Val-d'Isère                    | Francia            |       | DH    | Michaela Gerg        | Laurie Graham          | Maria Walliser      |
| 12 dicembre 1985 | Sestriere Val-d'Isère          | Italia Francia     |       | KB    | Erika Hess           | Brigitte Oertli        | Maria Walliser      |
| 13 dicembre 1985 | Val-d'Isère                    | Francia            |       | DH    | Laurie Graham        | Maria Walliser         | Michaela Gerg       |
| 15 dicembre 1985 | Savognin                       | Svizzera           |       | SL    | Erika Hess           | Brigitte Gadient       | Nadia Bonfini       |
| 5 gennaio 1986   | Maribor                        | Jugoslavia         |       | SL    | Roswitha Steiner     | Erika Hess             | Ida Ladstätter      |
| 6 gennaio 1986   | Maribor                        | Jugoslavia         |       | GS    | Vreni Schneider      | Michela Figini         | Marina Kiehl        |
| 6 gennaio 1986   | Val-d'Isère Maribor            | Francia Jugoslavia |       | KB    | Michela Figini       | Maria Walliser         | Marina Kiehl        |
| 10 gennaio 1986  | Bad Gastein                    | Austria            |       | DH    | Katrin Gutensohn     | Liisa Savijarvi        | Laurie Graham       |
| 11 gennaio 1986  | Bad Gastein                    | Austria            |       | DH    | Maria Walliser       | Sieglinde Winkler      | Katrin Gutensohn    |
| 12 gennaio 1986  | Bad Gastein                    | Austria            |       | SL    | Anni Kronbichler     | Erika Hess             | Vreni Schneider     |
| 12 gennaio 1986  | Bad Gastein                    | Austria            |       | KB    | Maria Walliser       | Erika Hess             | Brigitte Oertli     |
| 16 gennaio 1986  | Puy-Saint-Vincent              | Francia            |       | DH    | Katrin Gutensohn     | Brigitte Oertli        | Laurie Graham       |
| 17 gennaio 1986  | Puy-Saint-Vincent              | Francia            |       | SG    | Traudl Hächer        | Maria Walliser         | Vreni Schneider     |
| 19 gennaio 1986  | Oberstaufen                    | Germania Ovest     |       | GS    | Vreni Schneider      | Michaela Gerg          | Michela Figini      |
| 20 gennaio 1986  | Oberstaufen                    | Germania Ovest     |       | GS    | Traudl Hächer        | Vreni Schneider        | Olga Charvátová     |
| 25 gennaio 1986  | Megève                         | Francia            |       | SG    | Michaela Marzola     | Elisabeth Kirchler     | Traudl Hächer       |
| 26 gennaio 1986  | Saint-Gervais-les-Bains        | Francia            |       | SL    | Roswitha Steiner     | Perrine Pelen          | Mateja Svet         |
| 26 gennaio 1986  | Megève Saint-Gervais-les-Bains | Francia            |       | KB    | Monika Hess          | Corinne Schmidhauser   | Anita Wachter       |
| 1º febbraio 1986 | Crans-Montana                  | Svizzera           |       | DH    | Laurie Graham        | Brigitte Oertli        | Katrin Gutensohn    |
| 2 febbraio 1986  | Crans-Montana                  | Svizzera           |       | DH    | Katrin Gutensohn     | Maria Walliser         | Zoë Haas            |
| 4 febbraio 1986  | Piancavallo                    | Italia             |       | SL    | Olga Charvátová      | Perrine Pelen          | Brigitte Oertli     |
| 5 febbraio 1986  | Val di Zoldo                   | Italia             |       | GS    | Maria Walliser       | Mateja Svet            | Olga Charvátová     |
| 8 febbraio 1986  | Vysoké Tatry                   | Cecoslovacchia     |       | GS    | Mateja Svet          | Blanca Fernández Ochoa | Traudl Hächer       |
| 9 febbraio 1986  | Vysoké Tatry                   | Cecoslovacchia     |       | SL    | Corinne Schmidhauser | Nadia Bonfini          | Erika Hess          |
| 1º marzo 1986    | Furano                         | Giappone           |       | DH    | Maria Walliser       | Brigitte Oertli        | Laurie Graham       |
| 2 marzo 1986     | Furano                         | Giappone           |       | SG    | Liisa Savijarvi      | Sieglinde Winkler      | Pam Fletcher        |
| 8 marzo 1986     | Sunshine                       | Canada             |       | DH    | Maria Walliser       | Katrin Gutensohn       | Karen Percy         |
| 9 marzo 1986     | Sunshine                       | Canada             |       | GS    | Traudl Hächer        | Maria Walliser         | Katra Zajc          |
| 9 marzo 1986     | Sunshine                       | Canada             |       | KB    | Maria Walliser       | Traudl Hächer          | Heidi Zeller-Bähler |
| 11 marzo 1986    | Park City                      | Stati Uniti        |       | SL    | Erika Hess           | Olga Charvátová        | Perrine Pelen       |
| 15 marzo 1986    | Vail                           | Stati Uniti        |       | DH    | Pam Fletcher         | Laurie Graham          | Maria Walliser      |
| 16 marzo 1986    | Vail                           | Stati Uniti        |       | SG    | Marina Kiehl         | Anita Wachter          | Liisa Savijarvi     |
| 18 marzo 1986    | Waterville Valley              | Stati Uniti        |       | SL    | Roswitha Steiner     | Małgorzata Tlałka      | Erika Hess          |
| 20 marzo 1986    | Waterville Valley              | Stati Uniti        |       | GS    | Vreni Schneider      | Anita Wachter          | Olga Charvátová     |
| 22 marzo 1986    | Bromont                        | Canada             |       | GS    | Mateja Svet          | Olga Charvátová        | Vreni Schneider     |

Legenda:

DH = discesa libera

SG = supergigante

GS = slalom gigante

SL = slalom speciale

KB = combinata

### Classifiche

#### Generale
| Pos. | Nome            | Nazione        | Punti |
| ---- | --------------- | -------------- | ----- |
| 1    | Maria Walliser  | Svizzera       | 287   |
| 2    | Erika Hess      | Svizzera       | 242   |
| 3    | Vreni Schneider | Svizzera       | 216   |
| 4    | Olga Charvátová | Cecoslovacchia | 199   |
| 5    | Brigitte Oertli | Svizzera       | 181   |
| 6    | Michela Figini  | Svizzera       | 178   |
| 7    | Mateja Svet     | Jugoslavia     | 159   |
| 8    | Marina Kiehl    | Germania Ovest | 157   |
| 9    | Traudl Hächer   | Germania Ovest | 153   |
| 10   | Michaela Gerg   | Germania Ovest | 151   |

#### Discesa libera
| Pos. | Nome             | Nazione  | Punti |
| ---- | ---------------- | -------- | ----- |
| 1    | Maria Walliser   | Svizzera | 115   |
| 2    | Katrin Gutensohn | Austria  | 110   |
| 3    | Laurie Graham    | Canada   | 105   |
| 4    | Brigitte Oertli  | Svizzera | 82    |
| 5    | Liisa Savijarvi  | Canada   | 65    |

#### Supergigante
| Pos. | Nome             | Nazione        | Punti |
| ---- | ---------------- | -------------- | ----- |
| 1    | Marina Kiehl     | Germania Ovest | 75    |
| 2    | Liisa Savijarvi  | Canada         | 56    |
| 3    | Michaela Marzola | Italia         | 47    |
| 4    | Traudl Hächer    | Germania Ovest | 40    |
| 5    | Michaela Gerg    | Germania Ovest | 37    |

#### Slalom gigante
| Pos. | Nome            | Nazione        | Punti |
| ---- | --------------- | -------------- | ----- |
| 1    | Vreni Schneider | Svizzera       | 110   |
| 2    | Traudl Hächer   | Germania Ovest | 88    |
| 3    | Mateja Svet     | Jugoslavia     | 84    |
| 4    | Maria Walliser  | Svizzera       | 76    |
| 5    | Olga Charvátová | Cecoslovacchia | 72    |

#### Slalom speciale
| Pos. | Nome             | Nazione        | Punti |
| ---- | ---------------- | -------------- | ----- |
| 1    | Roswitha Steiner | Austria        | 110   |
| 2    | Erika Hess       | Svizzera       | 110   |
| 3    | Perrine Pelen    | Francia        | 77    |
| 4    | Olga Charvátová  | Cecoslovacchia | 56    |
| 5    | Ida Ladstätter   | Austria        | 52    |
| 5    | Brigitte Oertli  | Svizzera       | 52    |

#### Combinata
Nel 1986 fu anche stilata la classifica della combinata, sebbene non venisse assegnato alcun trofeo alla vincitrice.
| Pos. | Nome            | Nazione  | Punti |
| ---- | --------------- | -------- | ----- |
| 1    | Maria Walliser  | Svizzera | 70    |
| 2    | Erika Hess      | Svizzera | 56    |
| 3    | Michela Figini  | Svizzera | 43    |
| 4    | Brigitte Oertli | Svizzera | 41    |
| 5    | Vreni Schneider | Svizzera | 35    |